# Brezani
Brezani su naseljeno mjesto u Republici Hrvatskoj u Zagrebačkoj županiji. 

## Zemljopis
Administrativno je u sastavu općine Rakovec. Naselje se proteže na površini od 2,12 km².

## Stanovništvo
Prema popisu stanovništva iz 2001. godine u naselju Brezani živi 135 stanovnika i to u 39 kućanstava. Gustoća naseljenosti iznosi 63,68 st./km².
| broj stanovnika | 92    | 96    | 91    | 106   | 141   | 175   | 188   | 207   | 183   | 190   | 178   | 159   | 162   | 149   | 135   | 136   | 117   |
|                 | 1857. | 1869. | 1880. | 1890. | 1900. | 1910. | 1921. | 1931. | 1948. | 1953. | 1961. | 1971. | 1981. | 1991. | 2001. | 2011. | 2021. |